# Diphucephala bernhardti
Diphucephala bernhardti är en skalbaggsart som beskrevs av Trevor J. Hawkeswood 1992. Diphucephala bernhardti ingår i släktet Diphucephala och familjen Melolonthidae. Inga underarter finns listade i Catalogue of Life.